# Фэндом аниме и манги
Фэндом аниме и манги — современная субкультура, состоящая из поклонников аниме и манги, японской мультипликации и японских комиксов соответственно.

## История появления и развитие
Индустрия аниме и манги начала развиваться с 1950—1960 гг. и стала стремительно популярной как в Японии, так и за рубежом, и в это же время начала формироваться субкультура фанатов аниме и манги.
С дальнейшим ростом популярности аниме и манги наряду с ними появилась сопутствующая им продукция, включающая в себя статуэтки персонажей аниме и манги, т. н. «гараж-киты» (комплекты деталей из поливинилхлорида, которые необходимо собрать в фигурку и самостоятельно окрасить), а также различную печатную продукцию: книги и артбуки с изображениями персонажей, техническими описаниями произведений манги и аниме и т. д. В 1970—1980 гг. у фанатов аниме и манги появилась потребность не только в сопутствующей продукции, но и в создании вокруг себя особого пространства, посвящённого их увлечениям:
Стиль манги стал использоваться в оформлении интерьеров. Поклонники хотели не только читать любимые истории в виде комиксов и смотреть их по телевизору, но и каждый день жить в окружении персонажей. Поэтому основная задача подобного интерьера — воплощение фантазий отаку (поклонников аниме и манги), навеянных просмотром любимых лент»

## Общие характеристики и особенности
Фэндом аниме и манги можно сравнить с любым другим фэндомом (книг, фильмов или сериалов), однако у него есть ряд особенностей.
Во-первых, в фэндоме аниме и манги можно выделить следующие группы фанатов:
- «пассивные анимешники», или обычные любители аниме, которые не участвуют дополнительно в обсуждениях на специальных сайтах и чатах и не посещают специальные мероприятия, посвященные аниме;
- косплееры, люди, которые увлечены одним или несколькими персонажами аниме или манги и отождествляют себя с ними, носят похожую одежду, используют жаргон персонажей, организуют ролевые игры и т. д.;
- камеко — поклонники аниме и манги, увлекающиеся косплеем и фотографирующие косплееров;
- мангаки — фанаты манги, которые увлекаются прорисовкой комиксов;
- отаку — этот термин в японском языке обозначает страстного фаната чего-либо (фильма, манги, видеоигры и т. д.), однако в первую очередь он ассоциируется с маниакальными фанатами аниме и манги (аниме-отаку и манга-отаку). Отаку максимально вовлечены в жизнь фэндома, создают сайты, посвящённые определённым жанрам или произведениям аниме и манги, организуют фестивали и конвенции[3]. В России же термин «отаку» не прижился, и вместо него используется аналогичный по значению местный термин «анимешник».

Во-вторых, уникальным аспектом японского фэндома манги являются додзинси — комиксы, создаваемые фанатами с использованием персонажей из манги или аниме. Фактически многие художники манги начали работать в кругу додзинси.
Косплей является особенностью фэндомов в целом, но зародился среди фанатов аниме и манги, и именно поэтому основным прототипом косплея обычно являются персонажи японской анимации и комиксов.
Также, так как подавляющая часть аниме и манги выпускается на японском языке, поклонники через произведения или посредством участия в мероприятиях и обсуждениях знакомятся с особенностями японской культуры и языка. В среде фанатов аниме и манги используется определенный жаргон, основанный на японском. Помимо этого, большая часть людей, изучающих японский, называют свой интерес к аниме основной мотивацией к изучению языка.

## Место в массовой культуре
Многие произведения аниме и манги обретают известность по всему миру благодаря активной деятельности и интересу к ним со стороны фэндома. Иногда они даже способны повлиять на события и явления, не связанные с фэндомом; так, на Зимних Олимпийских играх 2018 года фигуристы из Японии исполнили номер, вдохновлённый одним из популярнейших аниме 2016 года Yuri on Ice.
Также члены фэндома вносят большой вклад в современную культуру, создавая собственные художественные работы, основанные на определённых аниме и манге или на присутствующих в них элементах. К таким художественным произведениям относятся:
- любительские комиксы (додзинси);
- любительская графика, изображающая заимствованных и/или оригинальных персонажей (фанарт);
- литературные произведения, базирующиеся на идеях и сюжетах аниме и манги и развивающие их (фанфик)[2].

## Обсуждение и критика
Также фэндомы часто становятся центральным фокусом жизни поклонников того или иного произведения аниме или манги. С одной стороны, такое интенсивное сосредоточение естественно для любого сообщества, будь то церковь, школа или военная организация, но с другой стороны, оно может также способствовать замкнутости фанатов от внешнего мира, которая может сильно мешать социализации индивида. Похожей позиции придерживается Хаяо Миядзаки, культовая фигура в сфере японской анимации: он считает, что аниме страдает из-за того, что большинство людей в индустрии представляют собой «одержимых аниме отаку».
Наоборот, сторонники фэндома аниме и манги считают, что он отражает новые мировоззренческие и художественные ориентиры, которые олицетворяют дух реальности постмодернизма.